# La Penyora (Riells del Fai)
La Penyora és un paratge de camps de conreu del terme municipal de Bigues i Riells, dins del territori del poble de Riells del Fai, al Vallès Oriental.
És a la part meridional de la Vall de Sant Miquel, a l'esquerra del Tenes. Està situat al costat sud-occidental de la masia de la Pineda i al nord-oest del Molí de la Pineda.